# یالغوز آغاج
یالغوز آغاج، روستایی از توابع بخش سریش‌آباد شهرستان قروه در استان کردستان ایران است. این روستا با نام تاقه‌دار هم شناخته می‌شود.

## جمعیت
این روستا در دهستان یالغوزآغاج قرار دارد و براساس سرشماری مرکز آمار ایران در سال ۱۳۸۵، جمعیت آن ۱٬۱۲۳ نفر (۲۵۶خانوار) بوده‌است.

### مردم
مردم این روستا مردم کرد هستند که زبان کردی سورانی صحبت می‌کنند ؛ دین‌شان اسلام و پیرو مذهب سنی هستند.